# Helpídio (prefeito pretoriano)

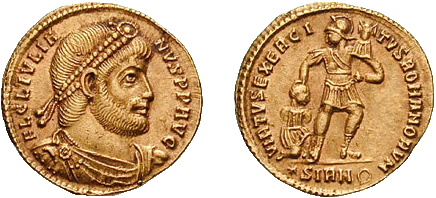
Soldo de Juliano

Helpídio (em latim: Helpidius) foi um oficial romano do século IV, ativo durante o reinado do imperador Constâncio II (r. 337–361) e Juliano, o Apóstata (r. 361–363). Nativo da Paflagônia, era originário duma família humilde e teria iniciado sua carreira como notário imperial. Em algum momento antes de 360, visitou os ermitões Antônio no Egito e Hilarião em Gaza ao lado de sua esposa Aristenete e seus filhos.
Em 360, foi nomeado por Constâncio II como prefeito pretoriano do Oriente em substituição de Hermógenes. Muito embora tenha sido considerado pelos autores de seu tempo como humano e um bom administrador, era impopular com as tropas e foi resgatado dum eventual linchamento pelo imperador Juliano. Pelo final de 361, Helpídio foi substituído por Salúcio.
Helpídio reaparece nas fontes em 363, quando casou sua filha Prisca com o oficial Bassiano na Paflagônia; dessa união nasceriam seus netos Bassiana e Aristêneto. Segundo uma das epístolas do sofista Libânio sabe-se que ainda estava vivo por 365.